# Ropica sumatrensis
Ropica sumatrensis är en skalbaggsart som beskrevs av Stefan von Breuning 1939. Ropica sumatrensis ingår i släktet Ropica och familjen långhorningar. Inga underarter finns listade i Catalogue of Life.